# Simongagrok
Simongagrok is een bestuurslaag in het regentschap Mojokerto van de provincie Oost-Java, Indonesië. Simongagrok telt 4096 inwoners (volkstelling 2010).